# Distrito de Kolasib
Kolasib (en hindi; कोलासिब जिला ) es un distrito de India en el estado de Mizoram . 
Comprende una superficie de 1 382 km².
El centro administrativo es la ciudad de Kolasib.

## Demografía
Según censo 2011 contaba con una población total de 83 054 habitantes.